# Seč, Prievidza
Seč este o comună slovacă, aflată în districtul Prievidza din regiunea Trenčín. Localitatea se află la altitudinea de 446 m deasupra n.m., se întinde pe o suprafață de 7,67 km2 și în 2017 număra 382 de locuitori.

## Istoric
Localitatea Seč este atestată documentar din 1332.

## Demografie
| An:                | 1994 | 2004   | 2014   | 2024   |
| ------------------ | ---- | ------ | ------ | ------ |
| Număr de persoane: | 412  | 410    | 392    | 388    |
| Diferență:         |      | −0,48% | −4,39% | −1,02% |

| An:                | 2023 | 2024   |
| ------------------ | ---- | ------ |
| Număr de persoane: | 393  | 388    |
| Diferență:         |      | −1,27% |